# Vakaharia Khyati
Vakaharia Khyati (ur. 6 lutego 1989) – indyjska lekkoatletka, tyczkarka.

## Osiągnięcia
| Rok  | Impreza                 | Miejsce  | Pozycja    | Wynik |
| ---- | ----------------------- | -------- | ---------- | ----- |
| 2013 | Mistrzostwa Azji        | Pune     | 8. miejsce | 3,90  |
| 2014 | Halowe mistrzostwa Azji | Hangzhou | 5. miejsce | 3,80  |

Złota medalistka mistrzostw Indii.

## Rekordy życiowe
- Skok o tyczce (stadion) – 4,00 (2013)
- Skok o tyczce (hala) – 3,80 (2014) rekord Indii